# Gondrong
Gondrong is een bestuurslaag in het regentschap Tangerang van de provincie Banten, Indonesië. Gondrong telt 19.739 inwoners (volkstelling 2010).